# Forcipomyia convexipenis
Forcipomyia convexipenis är en tvåvingeart som beskrevs av Wirth och Gustavo R. Spinelli 1992. Forcipomyia convexipenis ingår i släktet Forcipomyia och familjen svidknott.
Artens utbredningsområde är Colombia. Inga underarter finns listade i Catalogue of Life.